# Trhypochthonius elegantulus
Trhypochthonius elegantulus är en kvalsterart som beskrevs av Schweizer 1956. Trhypochthonius elegantulus ingår i släktet Trhypochthonius och familjen Trhypochthoniidae. Inga underarter finns listade i Catalogue of Life.